# Sonia Martínez Mecha
María Sonia Martínez Mecha (Madrid, 23 de setembre de 1963 - Madrid, 4 de setembre de 1994) va ser una actriu i presentadora de Televisió Espanyola.
Va aconseguir fama per presentar el programa infantil Dabadabadá (1983-1984) i per aparicions al cinema durant els anys vuitanta. En la segona meitat de la dècada va ser objecte d'atacs de la premsa rosa i sensacionalista, a més de diversos conflictes laborals, que van derivar en un declivi personal, diverses depressions, i en una addicció a l'heroïna que provocaria la seva mort per complicacions derivades de la sida l'any 1994.

## Biografia

### Els inicis
Sonia va rebre la seva Educació primària al Col·legi Públic El Patriarca Bisbe Eijo Garay de Madrid per a més tard cursar estudis de BUP a l'Institut Beatriz Galindo on va arribar a ser subcampiona de Castella de natació. La seva afició per l'esport li venia de família, ja que la seva germana menor era Irene Martínez, que va ser gimnasta de l'equip espanyol entre els anys 1979 i 1984 i va arribar a participar en els Jocs Olímpics de Moscou 1980 i de Los Angeles 1984.
L'any 1982 va decidir presentar-se a les proves de selecció convocades per Televisió Espanyola per a presentar 3, 2, 1... contacto, un nou programa infantil-juvenil —per a nens d'entre 10 i 14 anys— que pretenia divulgar entre els joves els principis de la ciència. L'espai televisiu era l'adaptació d'un format estatunidenc creat per la productora  CTW, la mateixa que va crear Barri Sèsam. Sonia va ser seleccionada al costat d'altres tres joves de la seva edat —Fernando Rueda, Marifé Rodríguez i Luis Bollaín— i en aquest moment va començar la seva carrera en televisió.

### L'èxit
Quan 3, 2, 1... contacte es va cancel·lar, Sonia va ser triada l'any 1983 per a substituir Mayra Gómez Kemp al capdavant de Dabadabada. Es tractava del programa estrella de la programació infantil de la cadena pública TVE, i durant les temporades de 1983 i 1984, Sonia Martínez es va convertir en un dels rostres més populars de la televisió a Espanya.
La fama aconseguida en el programa li va servir com a trampolí per a iniciar la seva carrera d'actriu. Va rebutjar intervenir com a hostessa en el programa Un, dos, tres, de Narcís Ibáñez Serrador, així com en la pel·lícula La vaquilla, de Luis García Berlanga, i finalment va debutar al cinema en 1984 amb Epíleg, de Gonzalo Suárez. Seguirien altres films com a Violins i trompetes (1984), de Rafael Romero Marchent i Perras callejeras (1985), de José Antonio de la Lloma o un petit paper en la sèrie de televisió Segunda enseñanza (1986), de Pedro Masó, amb guions d'Ana Diosdado.
Va ser aquesta la seva època daurada, en la qual al costat dels èxits professionals, Sonia es va convertir en una habitual de festes i actes socials i objectiu de la premsa rosa, que li va atribuir un romanç amb el fill de la duquessa d'Alba, Cayetano Martínez de Irujo, encara que ella va preferir tractar aquest tema amb discreció i es va limitar a dir que solament hi havia una relació d'amistat.
L'any 1985 va morir la seva mare Petri a 43 anys a causa d'un càncer, fet que la va sumir en una depressió, i a la fi del mateix any, va decidir abandonar Espanya durant diversos mesos per a traslladar-se a Nova York amb la intenció de perfeccionar els seus coneixements d'anglès, treballar per a un canal privat de la televisió d'aquesta ciutat, i amb totes dues coses complir una promesa feta a la seva mare.

### El declivi
L'any 1986 Sonia es trobava a l'illa d'Eivissa rodant l'episodi número 12 de la teleserie policíaca Großstadtrevier, de la cadena de televisió estatal alemanya ARD, concretament el titulat «Fotos aus Ibiza», on interpretava a l'agent María de la policia local eivissenca encarregada d'acompanyar en les seves perquisicions a una altra policia d'Hamburg —interpretada per l'actriu Mareike Carrière.
Durant un descans en aquest rodatge, un fotògraf de la revista Interviú la va sorprendre seminua en una platja eivissenca i les fotografies, que es van publicar en aquest mitjà sense consentiment previ, van causar certa polèmica en el món televisiu espanyol de l'època, provocant que se li apartés del programa de divulgació mediambiental En la naturaleza que en aquell moment presentava a TVE, fet que marcaria un punt d'inflexió en la seva vida i del qual va quedar constància en declaracions de la mateixa Sonia.
L'assumpte va arribar fins a les Corts Generals, i el llavors diputat Javier Rojo, del Grup Socialista, va dirigir una pregunta al director general de Radiotelevisió Espanyola, José María Calviño, sobre les raons de la sortida de Sonia de TVE després de diversos anys de relació professional. Calviño va argumentar que les raons havien estat únicament de tipus contractual.
Després de guanyar un judici a TVE per a aconseguir la seva readmissió, Sonia va ser triada per a presentar el programa La bola de cristal, que estava en emissió des de 1984 i que la seva anterior conductora havia estat Olvido Gara, la popular Alaska. L'any 1988 TVE pren la decisió de suprimir La Bola de Cristal de la seva programació posant així fi a aquest espai, per la qual cosa tot i que van existir capítols gravats amb Sonia com a presentadora, aquests no van arribar a ser emesos.
Amb això es va donar per acabada definitivament la relació de Sonia amb Radiotelevisió Espanyola. L'actriu es traslladà llavors a viure a Burgos amb una nova parella sentimental, però la relació no seria duradora i acabaria al cap de poc temps.
A partir d'aquest moment s'inicia un declivi en la seva vida amb el qual comença a allunyar-se progressivament del món audiovisual, les depressions que sofriria es varen aguditzar i es descobriria més tard que Sonia Martínez patia una addicció a l'heroïna.

### El final
Després de les seves noces amb José Manuel Padilla Bravo, també drogoaddicte, però que aconseguiria rehabilitar-se, va iniciar tractaments de desintoxicació però sense grans resultats. Va romandre internada en un Centre de l'Associació per a la rehabilitació de toxicòmans El Patriarca en la localitat madrilenya de San Martín de Valdeiglesias. El 1990 li van comunicar que era portadora del VIH, i va quedar embarassada i va donar a llum el 9 de febrer de 1991 a la seva filla Yaiza, que aviat va ser internada en un centre de menors de la Comunitat de Madrid i més tard va adoptar el nom d'Hugo Padilla Martínez després de la seva transició de gènere.
Va haver-hi iniciatives, com la del músic José María Cano, que van sorgir per a aconseguir rehabilitar-la amb tractaments més fiables. El 1994 Sonia va interpretar el seu últim paper cinematogràfic a la pel·lícula Dame fuego d'Héctor Carré, però la seva salut es trobava ja molt deteriorada i finalment va morir, a causa de la Sida el 4 de setembre de 1994 a la madrilenya Clínica de la Concepció a conseqüència d'una fallada multiorgànica provocada per aquesta malaltia. Va ser enterrada al costat de la seva mare al cementiri de Fuencarral a Madrid.
Al juliol de l'any 2003, el Tribunal Suprem va condemnar a diverses persones, part d'elles relacionades amb el món de la premsa del cor, per publicar, després de la mort de Sonia, un reportatge en el qual es vulneraven els drets d'intimitat del seu fill. La sentència manifestava que el reportatge s'havia fet «de manera arbitrària, abusiva, i acomodada a l'interès morbós de certs lectors».
L'any 2007, durant el Dia Mundial Contra les Drogues, José María Cano, reconvertit llavors de músic a pintor, presentà un retrat de Sonia durant un acte de la Fundación de Ayuda contra la Drogadicción amb l'objectiu de donar-lo i ser subhastat en benefici de la fundació. El quadre en honor a Sonia Martínez duia per títol Take a Walk on the Wild Side en referència a la cançó «Walk on the Wild Side» de l'artista Lou Reed i com altres del mateix autor, es basa en la reproducció d'un titular periodístic.
El 2024 TVE anuncià que preparava un documental sobre la vida de Sonia.
| «         | El Universo carece de sentido. Un ejemplo escogido al azar: Llegar a producir una sonrisa como la de Sonia Martínez, para después destruirla y hacerla desaparecer en la eternidad hecha de nada. ¿Para qué sirve semejante alarde de complejidad, y al mismo tiempo de crueldad? Entiéndase lo de crueldad desde el punto de vista de nuestros sentimientos, ya que el Universo es indiferente a ellos. Otro ejemplo de absurdo es recordar, sabiendo de antemano, que todo será olvidado antes o después. Sabiendo que ninguna información sobrevivirá, que nada escapará a la eternidad hecha de nada. Absurdo e ilusorio, pero tal vez terapéutico. Quizás el último recurso desesperado del nihilista para no volverse loco. Así que ahí queda mi recuerdo. | L'Univers no té sentit. Un exemple escollit a l'atzar: Arribar a produir un somriure com la de Sonia Martínez, per després destruir-la i fer-la desaparèixer en l'eternitat feta de res. Per a què serveix semblant al·lucinant de complexitat, i alhora de crueltat? Entenent la crueltat des del punt de vista dels nostres sentiments, ja que l'Univers és indiferent a ells. Un altre exemple d'absurd és recordar, sabent per endavant, que tot serà oblidat abans o després. Sabent que cap informació sobreviurà, que res escaparà a l'eternitat feta de res. Absurd i il·lusori, però tal vegada terapèutic. Potser l'últim recurs desesperat del nihilista per no tornar-s'hi. Així que aquí queda el meu record. | » |
| — Anónimo | | |   |

## Treballs destacats

### Treballs a Televisió
- 3, 2, 1... contacto (1982).
- Dabadabadá (1983-1984).
- Segunda enseñanza (1986).
- En la naturaleza (1986).

### Filmografia
| Año  | Título                 | Personaje               | Dirección               |
| ---- | ---------------------- | ----------------------- | ----------------------- |
| 1984 | Epílogo                | Estudiant de Literatura | Gonzalo Suárez          |
| 1984 | Violines y trompetas   | María                   | Rafael Romero Marchent  |
| 1985 | El rollo de septiembre | Sonia                   | Mariano Ozores          |
| 1985 | Perras callejeras      | Berta                   | José Antonio de la Loma |
| 1987 | Los invitados          | Beatriz                 | Víctor Barrera          |
| 1994 | Dame fuego             | Doncella                | Héctor Carré            |